# Cayuga Lake AVA
Cayuga Lake AVA (anerkannt seit dem 25. März 1988) ist ein Weinbaugebiet im US-Bundesstaat New York. Das Gebiet liegt innerhalb Upstate New York in den Verwaltungsgebieten Cayuga County, Seneca County und Tompkins County in unmittelbarer Umgebung des Cayuga Lake.
Der Großteil der Rebflächen steht auf den Schieferböden an den Hängen des westlichen Ufers des Sees. Während der See auf einer Höhe von 116 m ü NN liegt, befinden sich die Weinberge bis auf einer Höhe von 350 m ü NN. Durch die Hanglage wird die Gefahr von Frostschäden nach dem Austrieb der Reben im Frühjahr sowie im Herbst minimiert, weil in den Nächten entstehende Kaltluft nicht über den Weinbergen liegen bleibt, sondern zur Ebene hin zum See abgleiten kann. Die Wassermassen beeinflussen das Mikroklima insbesondere im Herbst vorteilhaft und sorgen für eine längere Wachstumsperiode der Reben.
In den Weinbergen der Cayuga Lake AVA wurden die ersten Feldversuche der Rebsorte Cayuga White durchgeführt. Diese Neuzüchtung wurde an der nahegelegenen New York State Agricultural Experiment Station der Cornell University entwickelt.